# Стоян Шангов
Стоян Стойков Шангов е български общественик, журналист и любител историк, издател на един от най-значимите български вестници от първата половина на XX век – „Вечерна поща“.

## Биография
Стоян Шангов е роден през 1867 година в лозенградското село Ениджия, тогава в Османската империя. Средно образование завършва в Хасково, където и учителства за кратко, след което се установява в София и започва да се занимава с журналистика. Пише в хумористичния вестник „Глад“ и в „Отзив“, редактира хумористичните „Фенер“ и „Дяволско шило“, а от края на 1899 година започва да издава вестник „Поща“. В края на същата година е интерниран в Хасково, заради критиките си към министър Васил Радославов.
През 1900 година на Стоян Шангов е позволено да се завърне в София със застъпничеството на Ставри Наумов и Петър Михайлов.
Деец е на Македоно-одринската организация. Делегат е на Осмия македоно-одрински конгрес през април 1901 година от Софийското дружество.
По идея на Борис Сарафов и с помощта на Наум Тюфекчиев Стоян Шангов започва издаването на вестник „Вечерна поща“, чийто главен фокус в международната политика е Македонският въпрос. От 1905 година издава и вестник „Утринна поща“. Като съдружници във „Вечерна поща“ са привлечени Ставре Наумов и Петър Михайлов. Остава редактор на вестник „Вечерна поща“ до 1908 година, когато Наумов и Михайлов го изгонват. Скоро след това започва да издава вестник „Шангова Вечерна поща“, а след скорошното му приключване вестниците „Епоха“, „Малки маринер“, „Малкият столичанин“, „Балкански бюлетин“, „Балкан“.
През Балканската война Стоян Шангов е командирован в щаба на Втора българска армия като кореспондент, преводач и цензор на Българската телеграфна агенция. След освобождението на Одрин той е назначен за кмет на града. По-късно е делегат на Дирекцията за бежанците, пристигащи от Западна Тракия. Умира в бедност на 10 август 1925 година в София.
Племенник на Стоян Шангов е журналистът Симеон Лазаров.